# Agustín del Castillo (pintor)

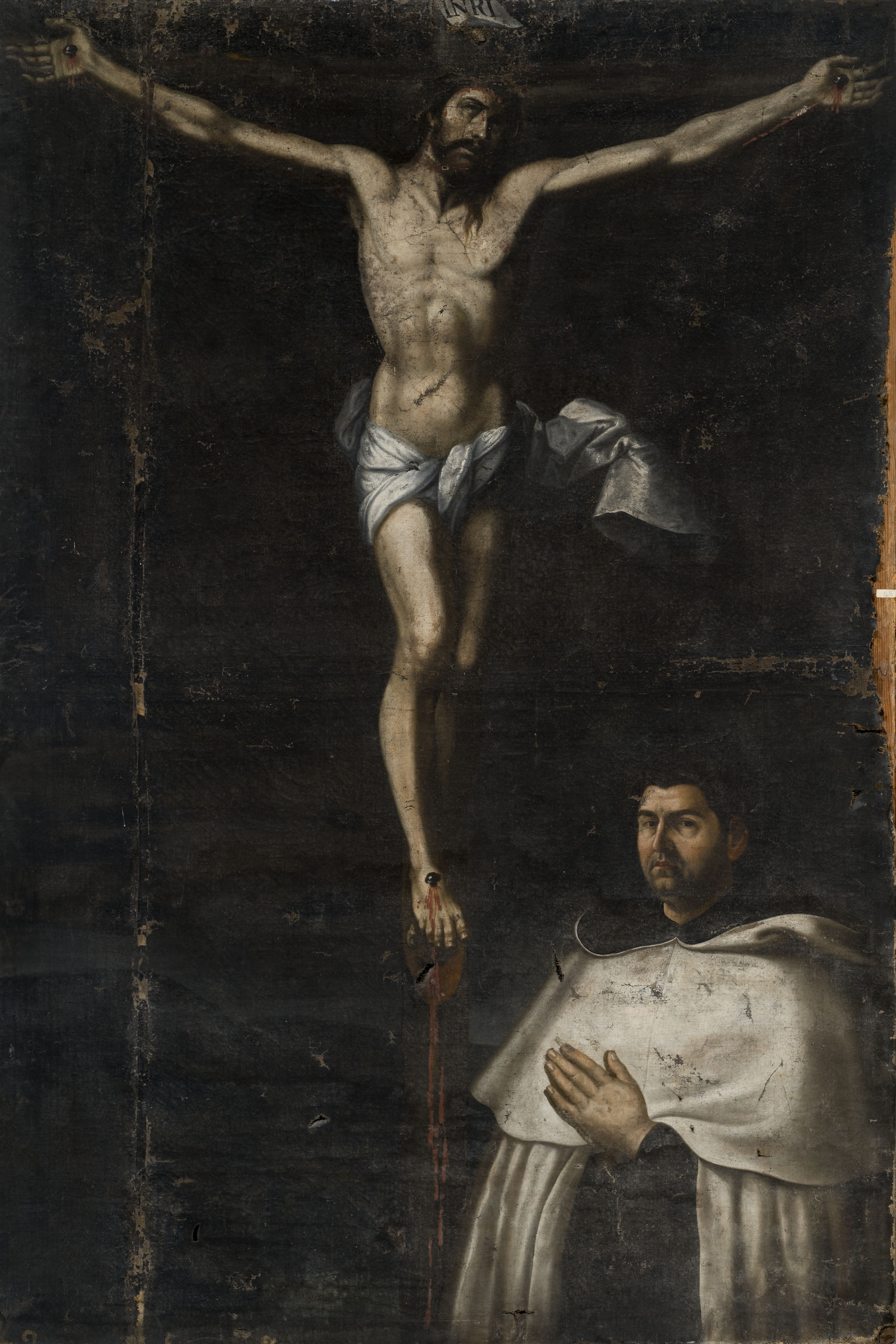
Cristo crucificado con un fraile carmelita, óleo sobre lienzo, Museo de Bellas Artes de Córdoba, atribuido a Agustín del Castillo.

Agustín del Castillo (Azuaga, ca. 1590 - Córdoba, 1631) fue un pintor barroco español, padre del más conocido Antonio del Castillo y Saavedra.

## Biografía y obra
Según Antonio Palomino que le dedicó una breve biografía, Agustín del Castillo, «insigne pintor, y gran dibujante», al que suponía hermano de Juan del Castillo, habría nacido en Sevilla hacia 1565, pues le dice muerto en Córdoba en 1631, a los sesenta y un años. Pintor principalmente al fresco, de sus obras se conservaban en Córdoba en tiempos de Palomino, «aunque mal defendidas de las inclemencias del tiempo», una Concepción en «los libreros de la calle de la Feria», las pinturas de un costado del claustro del convento de San Pablo, las pinturas del pórtico del hospital de la Consolación, burdamente retocadas al temple, y las de la bóveda del presbiterio de la iglesia de San Francisco, ennegrecidas por el humo de las velas. Tales noticias fueron repetidas sin crítica, entre otros, por Fermín Arana de Varflora en sus Hijos de Sevilla ilustres en santidad, letras, armas, artes, o dignidad, y Ceán Bermúdez, quien añadía un supuesto aprendizaje de la pintura en Sevilla con un desconocido Luis Fernández. Ceán citaba las mismas pinturas al fresco que mencionaba Palomino, todas perdidas por el tiempo y por los «ruines retoques que les dieron los ignorantes», a las que incorporaba una Adoración de los Reyes al óleo en la catedral de Cádiz, de la que inmediatamente decía Nicolás de la Cruz y Bahamonde que de ser suya le acreditaba «por uno de los buenos profesores de su tiempo».
Descartada la relación familiar con el Juan del Castillo sevillano, consta documentalmente que en 1613 contrajo matrimonio en Córdoba con Ana de Guerra. En la partida de matrimonio se declaraba natural de Azuaga en Extremadura. Establecido en Córdoba trabajó como recaudador de impuestos antes de dedicarse a la pintura. En 1620 participó junto con Andrés Fernández en la decoración de la capilla del Inca Garcilaso de la Vega o de las Ánimas en la catedral de Córdoba, y el mismo año contrató las pinturas al fresco de la bóveda del presbiterio de la iglesia de San Pablo. Dos años después contrató la ejecución de cuatro lienzos para los carmelitas de Guadalcázar. Murió prematuramente en Córdoba en 1631.
De las obras documentadas se conservan parcialmente las pinturas murales de la capilla de las Ánimas de la catedral cordobesa, donde se le atribuyen también las pinturas murales de la capilla de Santo Tomás. Además, y en pintura al óleo, se le han atribuido, entre otras, una Salmodia eucarística en la iglesia de San Francisco y alguna pintura guardada en el Museo de Bellas Artes.